# Gusow-Platkow

Gusow-Platkow est une commune d'Allemagne du Brandebourg dans l'arrondissement de Märkisch-Pays de l'Oder. 

## Géographie
La commune se trouve dans l'est du Land de Brandebourg, à proximité de la frontière polonaise. Elle se compose de deux villages, Gusow et Platkow, qui se réunirent en 1997.
La gare de Seelow-Gusow à la ligne de Prusse-Orientale fut inaugurée le 1er octobre 1866 ; aujourd'hui, des trains régionals (Regionalbahn) reliant Berlin et Kostrzyn (Custrin) y circulent. Près de la gare, la Bundesstraße 167 traverse la localité.

## Histoire
Platkow est l'un des villages les plus anciens de l'arrondissement, puisque des documents font remonter sa fondation à 1229. Dans cette période, les domaines ont fait partie du land de Lebus, dominé par les ducs de Silésie issus de la dynastie Piast. En 1248, le duc Boleslas II le Chauve le céda à l’archevêque de Magdebourg ; l'année suivante, les margraves Jean Ier et Othon III de Brandebourg ont commencé à conquérir toute la région. Le domaine de Gusow fut mentionné pour la première fois en 1353.
Les manoirs de Gusow et de Platkow ont été acquis par le feld-maréchal brandebourgeois Georg von Derfflinger en 1649. Le château de Gusow a été construit en style baroque un siècle plus tard. Depuis 1805, les domaines étaient entre les mains de la maison de Schönburg ; le château a été réaménagé dans le style néogothique (« Tudor ») au cours des années 1870-1873.

## Musées
- Château de Gusow sur l'histoire du Brandebourg
- Musée archéologique et paléontolique de Platkow, dans l'ancienne école, ouvert en 2008.

## Personnalités
- Georg von Derfflinger (1606–1695), feld-maréchal, mort à Gusow ;
- Heidrun Gerzymisch (née en 1944 à Gusow), linguiste.